# クリスチャン・マレーロ
クリスチャン・マレーロ （Christian Marrero, 1986年7月30日 - ）は、アメリカ合衆国フロリダ州マイアミ出身の元プロ野球選手（外野手、一塁手）、野球指導者。左投左打。現在は、MLBのピッツバーグ・パイレーツの打撃コーチ補佐を務める。

## 経歴

### プロ入りとホワイトソックス傘下時代
2005年のMLBドラフト22巡目（全体665位）でシカゴ・ホワイトソックスから指名され、プロ入り。
2006年、傘下のパイオニアリーグのルーキー級グレートフォールズ・ボイジャーズでプロデビュー。72試合に出場して打率.252、3本塁打、24打点、1盗塁を記録した。
2007年もルーキー級グレートフォールズでプレーし、68試合に出場して打率.305、12本塁打、63打点、3盗塁を記録した。
2008年はA級カナポリス・インティミデイターズでプレーし、124試合に出場して打率.273、10本塁打、61打点、11盗塁を記録した。
2009年はA+級ウィンストン・セイラム・ダッシュとAA級バーミングハム・バロンズでプレーし、2球団合計で127試合に出場して打率.308、18本塁打、74打点、3盗塁を記録した。
2010年はAA級バーミングハムでプレーし、137試合に出場して打率.270、7本塁打、67打点、12盗塁を記録した。
2011年もAA級バーミングハムでプレーし、115試合に出場して打率.293、12本塁打、59打点、10盗塁を記録した。

### ブレーブス傘下時代
2012年4月3日にトレードで、アトランタ・ブレーブスへ移籍した。ブレーブス傘下ではAA級ミシシッピ・ブレーブスとAAA級グウィネット・ブレーブスでプレーした。

### パイレーツ傘下時代
2012年7月28日にトレードで、ピッツバーグ・パイレーツへ移籍した。パイレーツ傘下ではAA級アルトゥーナ・カーブとAAA級インディアナポリス・インディアンスでプレーし、この年は移籍前を含めた4球団合計で92試合に出場して打率.239、7本塁打、44打点、7盗塁を記録した。オフの11月2日にFAとなった。

### ブレーブス傘下復帰
2013年4月7日にブレーブスとマイナー契約を結んだ。この年はAA級ミシシッピでプレーし、130試合に出場して打率.231、8本塁打、44打点、6盗塁を記録した。オフの11月4日にFAとなった。

### ホワイトソックス傘下復帰
2014年1月6日にホワイトソックスとマイナー契約を結んだ。この年はAA級バーミングハムでプレーし、50試合に出場して打率.298、7本塁打、36打点、4盗塁を記録した。
2015年もAA級バーミングハムでプレーし、129試合に出場して打率.293、13本塁打、63打点、2盗塁を記録した。オフの11月7日にFAとなった。

### フィリーズ傘下時代
2015年12月21日にフィラデルフィア・フィリーズとマイナー契約を結んだ。
2016年は傘下のAA級レディング・ファイティン・フィルズでプレーし、82試合に出場して打率.282、8本塁打、32打点、6盗塁を記録した。オフの11月7日にFAとなったが、2017年1月7日にマイナー契約で再契約した。

### メキシカンリーグ時代
2017年3月31日にメキシカンリーグのキンタナロー・タイガースと契約を結んだ。同球団では47試合に出場して打率.255、7本塁打、23打点を記録した。5月29日に自由契約となった。

### 独立リーグ時代
2017年6月16日に独立リーグであるアトランティックリーグのサマセット・ペイトリオッツと契約を結んだ。同球団では41試合に出場して打率.295、3本塁打、24打点を記録した。

### フィリーズ傘下復帰
2017年8月19日にフィリーズとマイナー契約を結んだ。AAA級リーハイバレー・アイアンピッグスでプレーし、4試合に出場して打率.182を記録した。オフの11月6日にFAとなったが、この年が現役最後のシーズンとなった。

### 引退後
引退後はピッツバーグ・パイレーツ傘下のマイナー球団で打撃コーチを務めた。
2021年シーズンからはパイレーツの打撃コーチ補佐を務める。

## 家族
弟のクリス・マレーロ、従兄弟のデベン・マレーロ、さらに叔父のイーライ・マレーロもプロ野球選手。
そしてイーライの息子のエリー・マレーロは2018年のMLBドラフト8巡目（全体250位）でボストン・レッドソックスから指名され、プロ入りしている。

## 詳細情報

### 背番号
- 88（2021年 - ）